# 케이트 플래너리

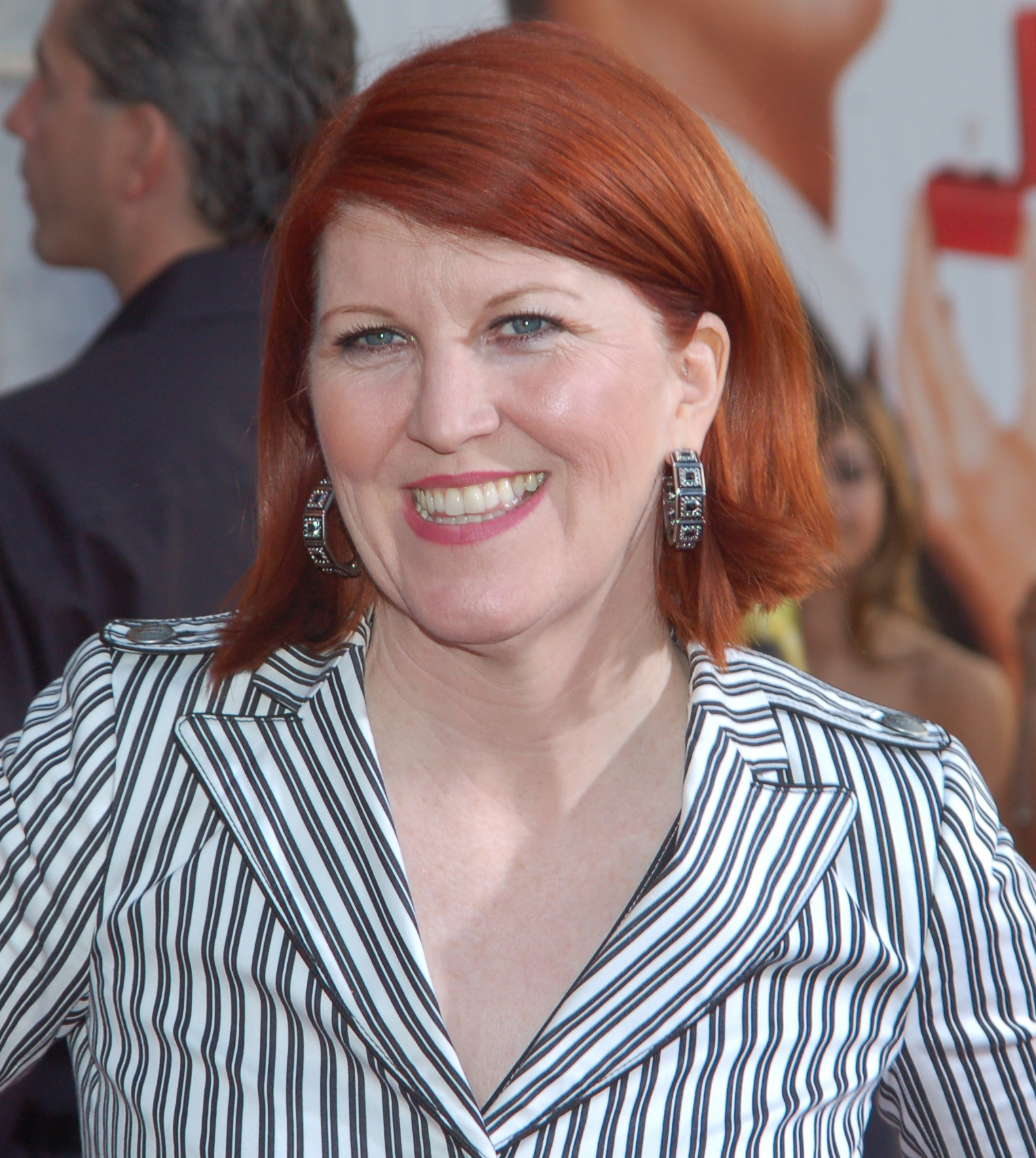

케이트 플래너리(Katherine Patricia Flannery, 1964년 6월 10일 ~ )는 미국의 배우, 영화배우이다.
필라델피아에서 태어났다.

## 출연 작품
- 피쉬보울 캘리포니아 (2018년) - 수잔 역
- 다이얼 어 프레어 (2017년)
- 포스 맨 아웃 (2015년)
- 어쿼드 섹시피플 (2015년)
- 헬리콥터 맘 (2014년)
- 쿠티스 (2014년)
- 더 데블스 도어 (2014년)
- 사랑이든 뭐든간 (2012년)
- 더 오피스 9 (2012년)
- 당신 (2009년)
- 대니 로앤: 퍼스트 타임 디렉터 (2006년)
- 더 오피스 1 (2005년) - 메르디스 역
- 캐롤라이나 (2003년) - 카페 웨이트리스 역
- 카슨 데일리 쇼 (2002년)
- 트릭 (1999년)
- 캔트 스탑 댄싱 (1999년)